# Tošići
Tošići är en ort i Bosnien och Hercegovina.   Den ligger i entiteten Republika Srpska, i den sydöstra delen av landet, 23 km söder om huvudstaden Sarajevo. Tošići ligger 852 meter över havet och antalet invånare är 273.
Terrängen runt Tošići är huvudsakligen kuperad, men västerut är den bergig. Tošići ligger nere i en dal. Runt Tošići är det ganska tätbefolkat, med 67 invånare per kvadratkilometer.. Närmaste större samhälle är Trnovo, 2,0 km norr om Tošići. 
Omgivningarna runt Tošići är en mosaik av jordbruksmark och naturlig växtlighet.